# Олійник Дмитро Русланович
Дмитро Русланович Олійник (нар. 25 лютого 1993) — український футболіст, півзахисник.

## Клубна кар'єра
Вихованець донецького «Олімпіка-УОР». Потім потрапив до клубної системи донецького «Шахтаря», проте через величезну конкуренцію в першій команді шансу проявити себе не отримав. Професіональну футбольну кар'єру у футболці «Шахтаря-3» розпочав 4 вересня 2010 року в переможному (3:1) домашньому поєдинку 7-о туру групи Б Другої ліги проти дніпропетровського «Дніпра-2». Дмитро вийшов на поле на 46-й хвилині, замінивши Андрія Тотовицького, а на 72-й хвилині Олійника замінив Сергій Стебловський. Дебютним голом у складі «Шахтаря-3» відзначився 21 вересня 2011 року на 89-й хвилині переможного (2:0) домашнього поєдинку 4-о туру групи Б Другої ліги проти «Макіїввугілля». Олійник вийшов на поле на 70-й хвилині, замінивши Дениса Катрюка. На контракті у «гірників» перебував 5 сезонів, за цей час у Другій лізі зіграв 73 матчі та відзначився 6-а голами. Двічі побував в оренді. Вперше, у складі «Олімпіка», відіграв півроку (весняно-літня частина сезону 2012/13 років, 4 матчі). Вдруге — восени 2014 року, в складі ФК «Полтава» (6 матчів у Першій лізі).
У середині вересня 2015 року перейшов у ПФК «Суми». Дебютував у футболці «городян» 17 жовтня 2015 року в переможному (2:1) домашньому поєдинку 13-о туру Першої ліги проти МФК «Миколаїв». Олійник вийшов на поле на 59-й хвилині, замінивши Олександра Єрмаченка. У команді відіграв півтора сезони, за цей час у Першій лізі зіграв 26 матчів та відзначився 1 голом. На початку вересня 2016 року приєднався до «Вереса», однак так і не зіграв жодного офіційного поєдинку за рівненський клуб. 1 грудня 2016 року «Верес» надав гравцеві статус вільного агента. Наприкінці лютого 2017 року уклав договір з ФК «Гірник-спорт», проте вже в середині березня 2017 року повернувся до «Сум».
У 2017 році підсилив «Полтаву». Дебютував у футболці «городян» 16 липня 2017 року в переможному (1:0) виїзному поєдинку 1-о туру Першої ліги проти «Гірник-спорту». Олійник вийшов на поле на 67-й хвилині, замінивши Євгена Трояновського. У команді відіграв один сезон, за цей час у Першій лізі зіграв 42 матчі, ще 1 поєдинок зіграв у кубку України.
У середині липня 2018 року перейшов до МФК «Металург», у футболці якого дебютував 18 липня 2018 року в переможному (2:0) виїзному поєдинку першого попереднього раунду кубку України проти хмельницького «Поділля». Дмитро вийшов на поле в стартовому складі та відіграв увесь матч, а на 55-й хвилині відзначився голом. У Другій лізі дебютував у футболці «металургів» 22 липня 2018 року в програному (0:1) виїзному поєдинку 1-о туру групи Б проти одеського «Реал Фарма». Олійник вийшов на поле в стартовому складі, а на 70-й хвилині його замінив Юрій Сачко. Дебютним голом у футболці запорізького клубу в Другій лізі відзначився 28 липня 2018 року на 33-й хвилині переможного (4:0) домашнього поєдинку 2-о туру групи Б Другої ліги проти МФК «Миколаїв-2». Дмитро вийшов на поле в стартовому складі, а на 68-й хвилині його замінив Дмитро Лихобабенко. За підсумками сезону 2018/19 років допоміг «Металургу» посісти 2-е місце в групі Б Другої ліги та підвищитися в класі.

## Кар'єра в збірній
Виступав за юнацьку збірну України (U-19).

## Стиль гри
За словами Романа Пилипчук, тодішнього тренера донецького «Олімпіка», Дмитро Олійник володіє «хорошою швидкістю та класним дриблінгом. Грає він крайнього півзахисника...»

## Досягнення
«Шахтар-3»
- Друга ліга чемпіонату України
  -  Срібний призер (1): 2012/13 (група Б)
  -  Бронзовий призер (1): 2012/13 (фінальний етап)

МФК «Металург»
- Друга ліга чемпіонату України
  -  Срібний призер (1): 2018/19 (група Б)